# Museo de la Patagonia

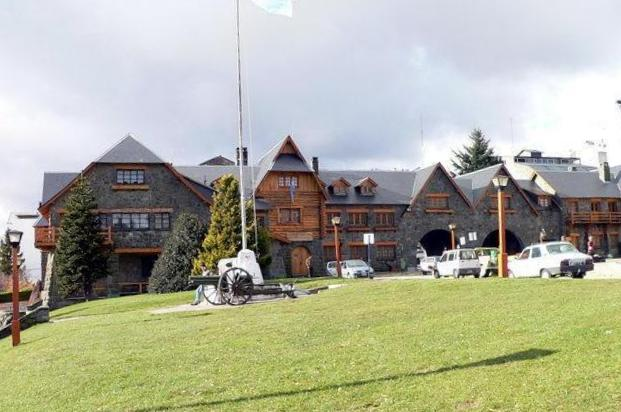
Museo de la Patagonia

Het Patagonia Museum Francisco P. Moreno is een museum over de natuurlijke historie en culturele antropologie van de regio Patagonië. Het bevindt zich in het openbaar centrum van de stad Bariloche, Argentinië.

## Geschiedenis
Het museum werd op 17 maart 1940 ingehuldigd als onderdeel van de onthulling van het openbaar centrum van Bariloche, een centrum dat gebouwd werd in opdracht van de regering om de toen nog afgelegen skistad te bevorderen. Het is genoemd ter ere van Francisco Moreno, een vooraanstaande Argentijnse geleerde en ontdekkingsreiziger. In 1992 werd het gebouw uitgebreid en gemoderniseerd tijdens een restauratie.
Het museum werd, net als de bijhorende openbare bibliotheek Domingo Sarmiento en het gemeentehuis, ontworpen door Ernesto de Estrada. Het gebouw bestaat uit gepolijste groen tufsteen, cipressen- en fitzroyahout en leisteen voor het dak. In het centrum van de gebouwen bevindt zich een plein bestaande uit stapstenen.

## Collecties

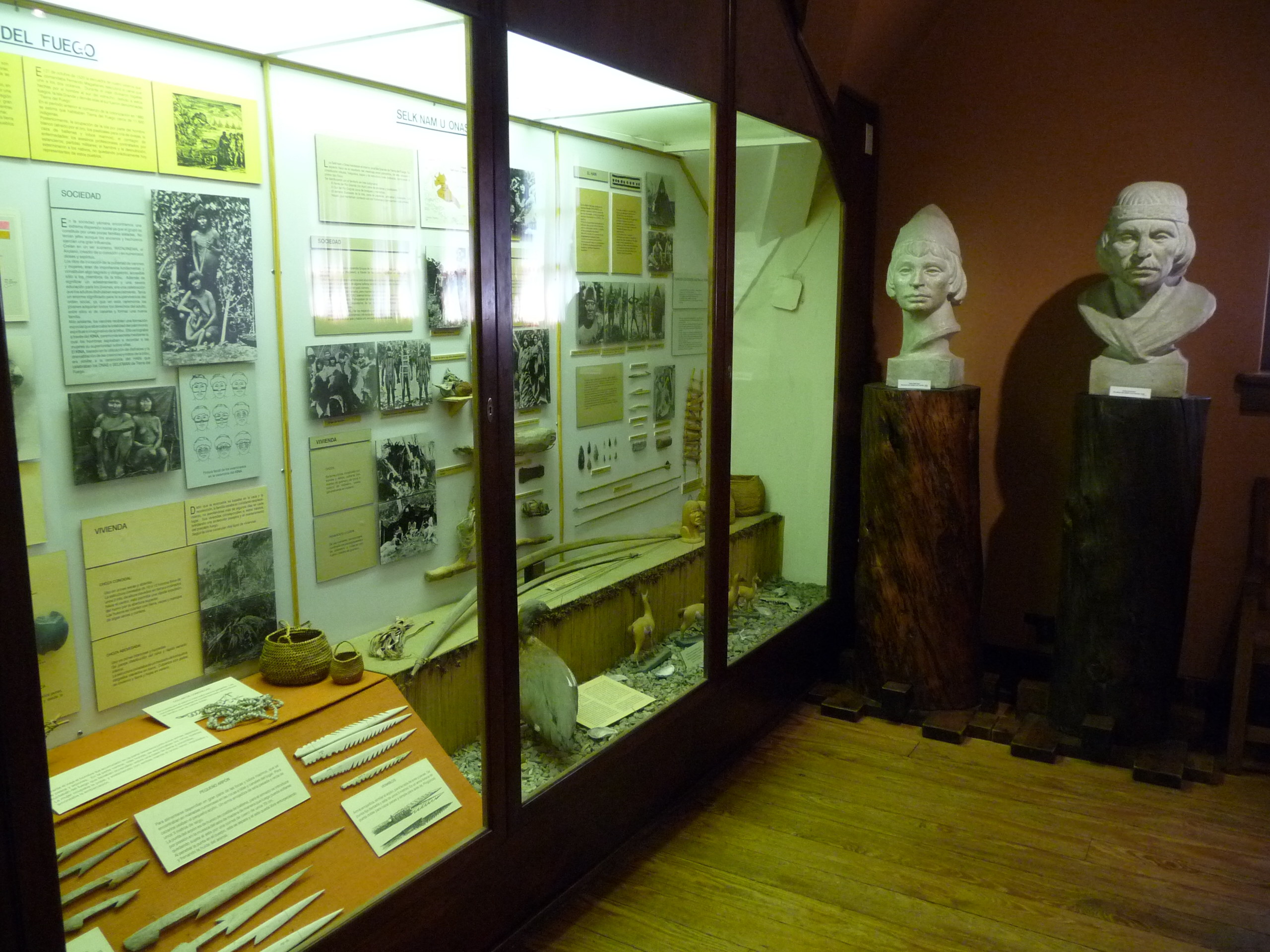
De zaal over de geschiedenis van de inheemse bevolking

De collecties van het museum worden verdeeld in de volgende categorieën:
- Natuurwetenschappen: fossielen en geologische vondsten
- Prehistorie: informatieve diorama's en stratigrafische voorstellingen, daarnaast ook overblijfselen van plaatselijke culturen uit de steentijd
- Inheemse geschiedenis: tentoonstellingen over de culturen van de Mapuche, Selknam, Tehuelche en Yámana, inclusief astronomische werktuigen
- Plaatselijke geschiedenis: objecten over de geschiedenis van Patagonië sinds het begin van de Spaanse kolonisatie van Amerika tot de Argentijnse Onafhankelijkheidsoorlog
- De verovering van de woestijn: een tentoonstelling over de werktuigen, wapens en methodes die door de Argentijnse regeringen van Juan Manuel de Rosas tot Julio Roca werden gebruikt tijdens de 19de eeuw om de inheemsen te verdrijven en die die gebruikt werden door de inheemse caciques in hun tegenoffensief
- San Carlos de Bariloche: de geschiedenis van de stad Bariloche, sinds de stichting in 1885
- Nationale parken: documenten, diagrammen en kaarten die betrekking hebben tot de ontwikkeling van de nationale parken in Argentinië
- Francisco Moreno: een uitstelling ter ere van de naamgenoot van het museum

Elk van deze categorieën heeft zijn eigen zalen. Daarnaast beschikt het museum ook over zalen voor tijdelijke tentoonstellingen, een auditorium, een bibliotheek, een archief en faciliteiten voor de conservatoren en onderzoekers. Ook is er een klaslokaal en workshop voor scholieren en studenten.